# 크리스마스 캐럴 (소설)
《크리스마스 캐럴》(영어: A Christmas Carol)은 영국의 소설가 찰스 디킨스가 쓴 중편 소설로 1843년 12월 19일 발표되었다. 그 후 해마다 5편의 《크리스마스 이야기》를 발표하였으며, 이 소설은 제1작으로 그의 대표작 중의 하나이다. 원작은 영국 런던에서 채프먼 앤 홀 출판사를 통해 출간되었으며, 하드커버와 페이퍼백 두 가지 형태로 간행되었고 삽화는 존리치에 의해 그려졌다.
지독한 구두쇠 스크루지는 크리스마스 이브에 초자연적인 체험을 하고 개과천선한다. 크리스마스 스토리 중 가장 유명한 것으로, 광범위한 독자를 확보하고 디킨스를 세계적으로 유명한 작가로 만든 기념비적인 중편 소설이다. 저임금노동, 아동노동, 다리가 불편한 장애인 티모시가 의료복지를 누리지 못하는 문제 등 영국 사회의 문제를 비판하고 있으며, 과일가게에서 파는 사과와 양파가 손님들에게 자신들을 사달라고 윙크를 보낸다면서 의인법을 사용하기도 한다.

## 개요

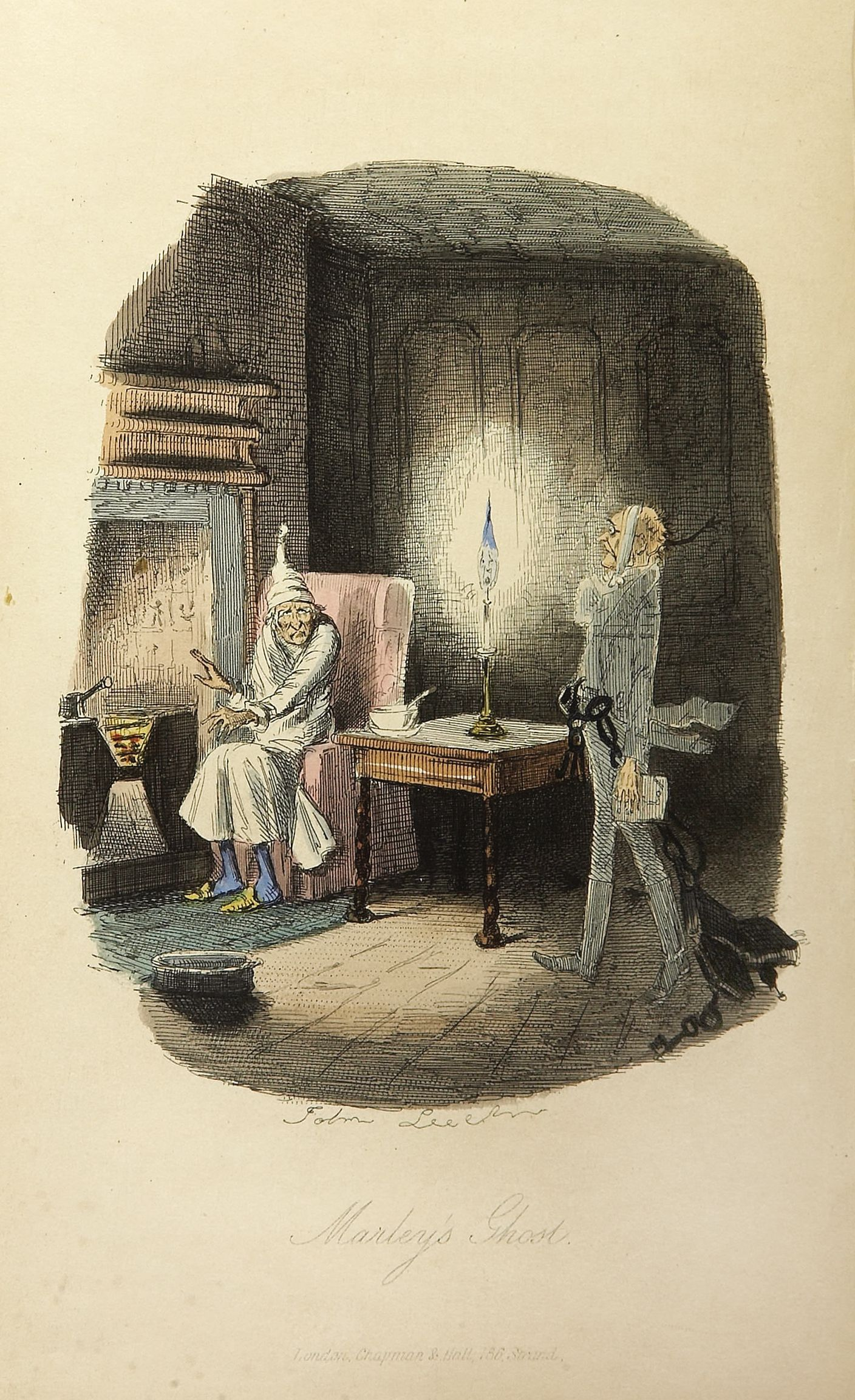
초판본에 실린 삽화 (존 리치)

주인공 에비니저 스크루지(Ebenezer Scrooge)는 자린고비로 인정이라곤 손톱끝만치도 없는 수전노이다. 그런 그가 크리스마스 전날 밤에 같이 사업을 하던 동업자 말리의 유령을 만나 자기의 과거, 현재, 미래의 모습을 보고서는 자신의 죄를 뉘우치고 사람다운 마음을 찾게 된다는 이야기이다.
문학 속에서 크리스마스 시즌의 이야기를 다룬 것은 디킨스가 처음이 아니지만, ‘디킨스의 캐롤 철학’이라고 불리는 대중에 대한 인류애적인 비전을 덧붙인 사람은 바로 그이다. 디킨스는 사람들이 빈곤과 사회적 불의에 대한 그의 관심에 관해 접근하는 가장 좋은 방법은 사설이나 홍보전단이 아니라 모두가 공감하는 크리스마스 이야기를 집필하는 것이라고 믿었다.
당시 시대적으로 영국 기독교계가 공립학교 설립에 반대하자, 교육불평등은 무지와 가난을 만들어낸다고 논박하는 등 사회의식이 있는 소설이다. 또한 멜서스가 빈곤 계층의 인구를 복지예산 축소로써 억제해야 한다고 말하자, 먹고 살 걱정이 없는 자들이 가난한 사람들을 업신여기는 말이라고 논박하기도 한다.

## 등장인물

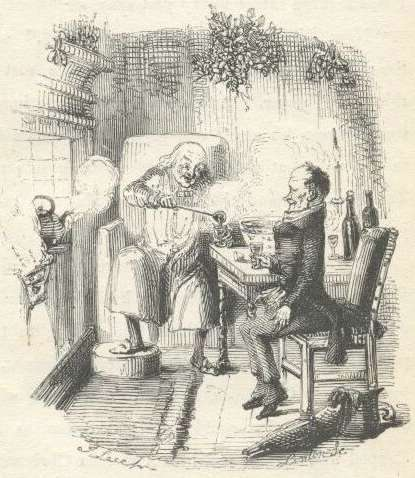
스크루지와 밥 크라칫, 1843년 존 리지 삽화

- 에비니저 스크루지

찰스 디킨슨의 중편 소설 크리스마스 캐롤의 주인공이다. 이 소설의 초반부에 스크루지는 크리스마스를 경멸하는 냉혈의 수전노로 묘사된다. 그리하여 디킨스는 그들 다음과 같이 묘사하고 있다. “그 속의 차가움이 그의 늙은 인물상을 냉각시켰고, 그의 구부러진 매부리코를 더욱 뽀족하게 했으며, 그의 눈을 충혈시키고, 그의 얇은 입술을 퍼렇게 만들었으며, 거슬리는 목소리로 카랑카랑하게 말을 뱉어냈다.”그의 성 스크루지는 영어에서 인색함(miserliness)과 염세(misanthropy)에 대한 상투어이다. 크리스마스의 세 유령(현재, 미래, 과거)에 의해 구원을 얻는다는 그의 이야기는 영어를 구어로 사용하는 언어권에서 크리스마스를 특징짓는 이야기가 되었다. 스크루지의 캐치프레이즈인 ‘바, 험벅’(Bah! humbug, 흥, 사깃꾼 같으니라고)은 종종 많은 크리스마스의 현대적 전통에 혐오를 표현하는데 사용되기도 한다.유령이 보여주는 환상을 보고는 가난한 이들을 배려하는, 인심이 넉넉한 사람으로 바뀐다.
- 밥 크라칫

밥 크라칫(Bob Cratchit)은 스크루지의 사무실에서 일하는 점원으로 당시 장시간, 저임금으로 착취당하는 가난한 노동자들을 대변하는 상징적인 인물이다.
- 크라칫 부인 : 밥 크라칫의 아내로 어떤 개작판에서는 에밀리라는 이름으로 등장하기도 한다. 성탄절에 어린 자녀들에게 정성껏 거위구이를 대접하는 따뜻한 엄마이다.
- 마사 크라칫 : 밥 크라칫의 큰 딸로 모자를 만드는 곳에서 도제로 일을 한다. 아동들이 학교에서 공부해야 할 나이에 장시간 노동을 하는 아동노동을 상징하는 인물.
- 벨린다 크라칫 : 밥 크라칫의 둘째 딸이다.
- 피터 크라칫 : 양복점에서 통상임금인 주급 5실링 6펜스를 받는 아버지를 둔 가난한 집의 아들이다. 마사와 함께 아동노동을 상징하는 인물.
- 무명의 아들, 어떤 개작판에서는 매튜라는 이름으로 등장한다.
- 무명의 딸, 어떤 개작판에서는 루시라는 이름으로 등장한다.
- 티모시 크라칫, 작은 팀 : 중병이 든 아들로 목발에 의지해 걷는 장애인이다. 소아마비 장애인일 것으로 생각된다. 독실한 기독교인인 티모시는 교회에서 성탄주일 예배를 마치고 다녀오면서 "예수가 지체장애인들을 고쳐주었으니, 나는 예수의 사랑을 받을 사람이에요"라고 아빠인 밥에게 말한다. 그 말을 들은 밥은 저임금노동자인터라 병원에 데려가지도 못하는데도, 낙천적인 아들이 고맙고 기뻐서 아내에게 자랑한다. 의료복지를 누리지 못해 어린나이에 죽는다는 것이 티모시의 앞날이었다. 이를 환상으로 본 스크루지는 성탄절 휴가 다음날 출근한 밥에게 임금인상과 자신이 티모시를 돌볼 것임을 약속하며, 포도주를 곁들여 밥과 이야기를 한다.

- 제이콥 말리

제이콥 말리(Jacob Marley)는 스크루지의 동업자로 소설의 시작 때, 유령으로 등장한다.
- 프레드

스크루지의 조카이자, 어린시절부터 좋은 친구였고 스크루지보다 먼저 죽은 누나의 아들이다. 성격이 쾌활하고, 긍정적이며 삼촌인 스크루지에게 크리스마스 저녁 식사를 같이하자고 제안했지만 스크루지는 가난뱅이라고 조롱하며 거절한다. 스크루지는 크리스마스 현재의 유령과 함께, 조카 프레드의 크리스마스 파티에 방문해 인심이 야박한 자신을 조롱하는 말을 듣게 된다. 사회경제적 약자들에 대한 깊이있는 공감을 할 줄 안다. 미래의 유령이 보여주는 환상에 따르면 티모시가 죽어서 슬퍼하는 밥에게 도움이 되어드리면 좋겠다면서 명함을 주었다.

## 영화

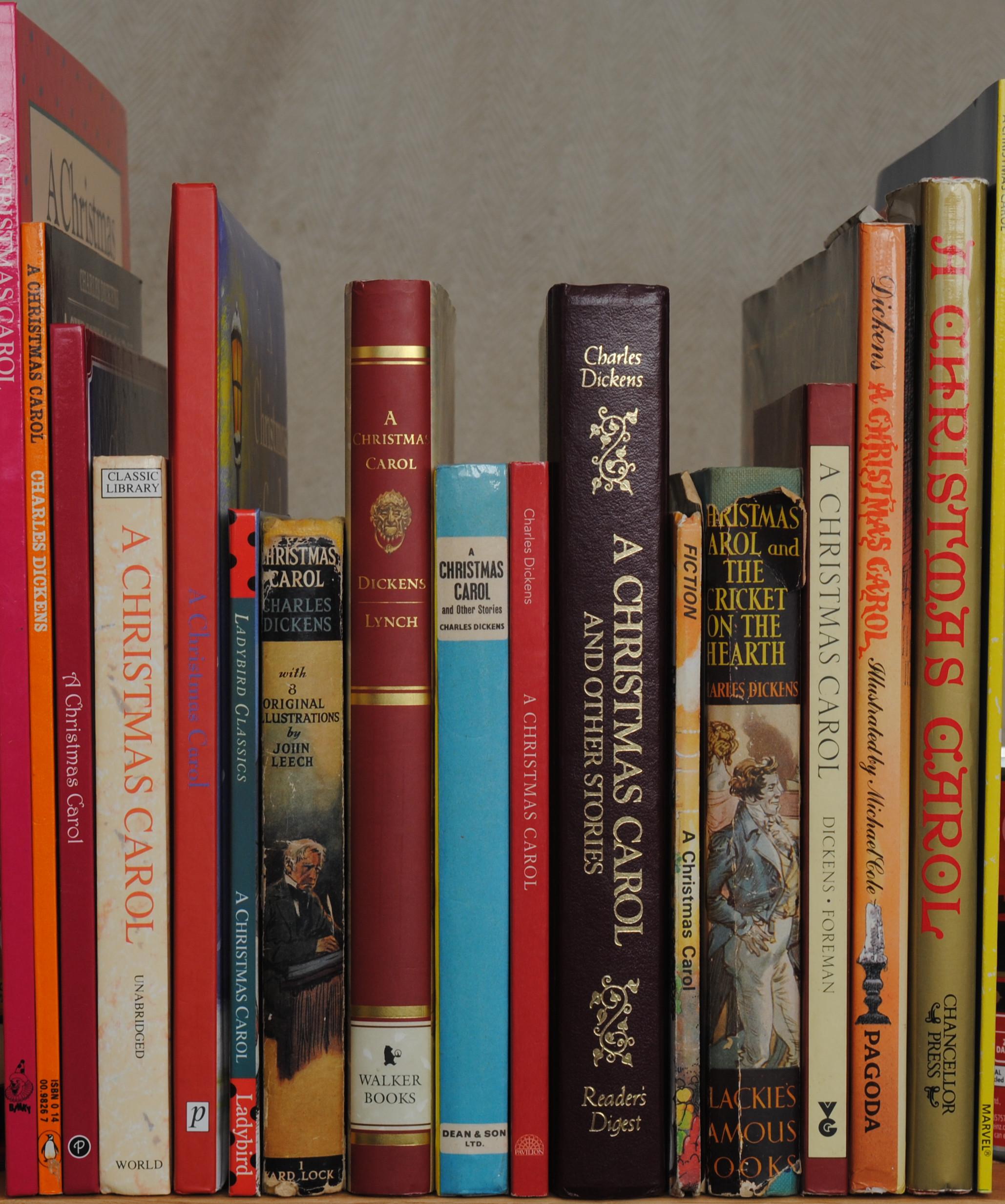

- 《크리스마스 캐럴》(A Christmas Carol) : 1951년 미국 영화 (흑백 버전) 감독 : 브라이언 데스몬드 허스트
- 《스크루지》(Scrooge) : 1970년 영국 영화 (뮤지컬) 감독 : 로날드 님
- 《크리스마스 캐럴》(A Christmas Carol) : 1984년 미국 영화 (20 세기 폭스) 감독 : 클라이브 도너
- 《미키의 크리스마스 캐럴》(Mickey 's Christmas Carol) : 1983년 애니메이션 영화 (월트 디즈니 스튜디오) 감독 버니 마팅손 - 스크루지 맥덕이 에비니저 스크루지 (스크루지 맥덕 이름의 유래이기도 하다.), 미키 마우스가 밥 크래칫(크래칫 부인은 물론 미니 마우스) 구피가 머레이에 스크루지 맥덕 조카 도널드가 에비니저 스크루지의 조카 프레드로 분장하고 있는 등 모든 등장 인물을 디즈니 캐릭터로 희화했다.
- 《스크루지》(Scrooged) : 1988년 미국 영화 감독 : 리처드 도너
- 《머펫 크리스마스 캐럴》(The Muppet Christmas Carol) : 1992년 미국 영화 (인형극) 감독 : 브라이언 헨슨
- 《크리스마스 캐럴》(A Christmas Carol) : 1999년 미국 영화 감독 : 데이비드 휴 존스
- 《크리스마스 캐럴》(Christmas Carol The Movie) : 2001년 애니메이션 영화 감독 : 지미 T · 무라카미
- 디즈니의 《크리스마스 캐럴》(A Christmas Carol) : 2009년, 3D CG 애니메이션 영화 감독 : 로버트 저메키스